# Hubert Blaine Wolfe + 585 Sr.
Hubert Blaine Wolfe + 585 Sr., conosciuto anche come Hubert Wolfstern o Hubert Blaine Wolfeschlegelsteinhausenbergerdorff Sr. (4 agosto 1914 – 24 ottobre 1997) è stato un tipografo tedesco naturalizzato americano che detiene il record mondiale per il nome proprio più lungo mai utilizzato. Il suo nome è infatti composto da 26 prenomi che iniziano ognuno con una lettera dell'alfabeto inglese in ordine alfabetico e poi un unico cognome in lingua tedesca. L'esatta lunghezza del cognome è centro di molta confusione, esistendone varie interpretazioni, che riportano un numero diverso di lettere, ma la versione più accettata è quella da 666 lettere, superando perciò il record di Alfonso di Borbone-Borbone.
Segue il nome completo:
Adolph Blaine Charles David Earl Frederick Gerald Hubert Irvin John Kenneth Lloyd Martin Nero Oliver Paul Quincy Randolph Sherman Thomas Uncas Victor William Xerxes Yancy Zeus Wolfeschlegelsteinhausenbergerdorffwelchevoralternwarengewissenhaftschaferswessenschafewarenwohlgepflegeundsorgfaltigkeitbeschutzenvorangreifendurchihrraubgierigfeindewelchevoralternzwolfhunderttausendjahresvorandieerscheinenvonderersteerdemenschderraumschiffgenachtmittungsteinundsiebeniridiumelektrischmotorsgebrauchlichtalsseinursprungvonkraftgestartseinlangefahrthinzwischensternartigraumaufdersuchennachbarschaftdersternwelchegehabtbewohnbarplanetenkreisedrehensichundwohinderneuerassevonverstandigmenschlichkeitkonntefortpflanzenundsicherfreuenanlebenslanglichfreudeundruhemitnichteinfurchtvorangreifenvorandererintelligentgeschopfsvonhinzwischensternartigraum Senior.

## Dati biografici
Hubert Blaine nacque a Bergedorf (un quartiere ad Amburgo nell'impero tedesco), figlio di Violet M. Fleisher ed Edward R. Wolfstern. La sua data di nascita venne segnata come 29 febbraio 1904, mentre secondo il suo necrologio sarebbe invece nato il 4 agosto 1914, ed emerge da delle interviste che avesse 47 anni nel 1964.
In seguito emigrò negli Stati Uniti, a Filadelfia,  dove iniziò a lavorare come tipografo in una piccola ditta.
Il suo nome comparve per la prima volta nel 1938 in un elenco telefonico di Filadelfia, nella pagina 1292, il diciassettesimo sulla 3ª colonna e in un resoconto giudiziario avvenuto il 25 maggio 1938 tra Wolfe e la Yellow Cab Co., dove secondo alcuni riuscì a vincere la causa perché "non erano in grado di pronunciare il suo nome".
Nel 1952 ebbe un figlio, Wolfeschlegelsteinhausenbergerdorff Jr., che già a 3 anni era in grado di pronunciare il cognome di famiglia, ma che già in quel periodo utilizzava una versione relativamente abbreviata.
Stando sia al Philadelphia Inquirer e Time, i computer che raccoglievano le schede dei voti per le elezioni presidenziali del 1952 utilizzavano una variante corta del nome ma furono costretti a usare quella intera perché Hubert aveva minacciato di non pagare più le tasse se non avessero scritto bene il suo nome. Difatti molto spesso Hubert mandava lettere alle testate giornalistiche che lo intervistavano per chiedere di correggere il suo cognome.
In questo periodo iniziò a diventare noto per il suo nome completo lungo e difficile da pronunciare, comparvero anche le prime interpretazioni del nome, come quella di Frank Brookhouser (1952), dell'American Name Society e la Maryland and Delaware Genealogist.
La fama vera e propria arrivò nel 1964 quando comparve in un articolo dell'Associated Press, dove lo stesso Hubert spiegò all'intervistatore Norman Goldstein che la macchina IBM 7074, che riusciva ad elaborare un milione di dati, non riuscì mai ad elaborare il nome di Blaine che fu quindi scritto a mano. Questo articolo contiene l'interpretazione da 666 lettere comunemente considerata come quella più corretta, ma va notato che, nel trascriverlo in altre testate giornalistiche, furono commessi diversi refusi od errori grammaticali.
L'anno dopo il linguistico Dmitri Borgmann nel suo libro Language on Vacation (1965) sostenne che costui non utilizzasse mai la forma completa, preferendo l'abbreviazione "Hubert B. Wolfe + 666" e simili, lo stesso riportò il presunto nome completo (lo stesso presente nell'articolo dell'AP), che diceva di essere basato su una sua cartolina natalizia.
Elsdon C. Smith invece, oltre a presentare una variante di 161 parole, suggeriva che Hubert e la famiglia utilizzasse solamente la prima parte del cognome (Wolfeschlegelsteinhausenbergerdorff).
Tra il 1975 e il 1985 entrò ufficialmente nel Guinness dei primati, sotto la categoria "nome più lungo", viaggiando fino a  New York dove venne fotografato con in mano una placca contenente il suo nome completo, che però era anch'esso scritto male. Dal 1983 il nome venne sostituito da una variante di 35 lettere, mentre non apparve più nelle edizioni dal 1990 al 2021, quando la categoria del nome più lungo fu rimossa e poi rimessa.
Nel 1983, il National Enquirer tenne un concorso per trovare il nome più lungo d'America e a vincere fu una certa "Snow Owl" Sor-Lokken, nata nel 1979 nello Washington, il cui cognome corrispondeva nella quasi totalità a quello di Hubert, con un totale di 598 lettere; non è chiaro se abbia acquisito il nome perché imparentata con la famiglia o per un altro motivo. Dal momento che spesso il cognome era scritto accanto al nome, venne considerato come antroponimo intero e fu inserito nel Guinnes dei primati, ma già dal 1984 venne superata.
Hubert Blaine morì nel 1997, ed il suo record non è ancora stato battuto.

## Origini e traduzione del cognome
Stando allo stesso Hubert, il cognome sarebbe stato composto dal suo bisnonno, un ebreo tedesco del XIX secolo, periodo in cui in Germania divenne ufficiale l'adozione di un secondo nome. Lo stesso Hubert cercò di spiegare all'Associated Press che il nome parlava di "un cacciatore di lupi, residente in una casa di pietra in un villaggio, i cui antenati erano pastori coscienziosi le cui pecore erano curate e protette dagli attacchi di belve feroci, e i cui antenati a sua volta vivevano in una stazione spaziale di tungsteno e iridio con 7 motori alimentati a luce 1,200,000 anni prima del primo uomo sulla Terra, costoro poi viaggiarono per tutto l'universo in cerca di un pianeta abitabile dove potessero stabilire una nuova razza di umani intelligenti, che avrebbe vissuto felicemente".
Dmitri Borgmann, nel suo libro, stabilì che è impossibile tradurre il cognome a causa della quantità alta di variazioni grammaticali (spesso scorrette) del cognome, ma lo stesso portò avanti la seguente parafrasi:
Secoli fa, ci furono pastori coscienziosi le cui pecore erano ben curate e protette attentamente dagli attacchi dei loro nemici rapaci. 12 000 mila anni fa esistettero, prima dei primi uomini sul pianeta Terra; di notte, una nave spaziale alimentata da sette motori elettrici di pietra ed iridio; fu inizialmente lanciata sulla sua lunga rotta nello spazio interstellare per cercare stelle vicine che potrebbero avere pianeti intorno a loro che fossero abitabili e sui cui una nuova razza di umani intelligenti  potrebbe propagarsi e gioire della vita, senza la paura di essere attaccata da altri esseri intelligenti dallo spazio aperto.
Secondo traduzioni più moderne potrebbe significare «un discendente di colui che preparava la lana per la manufattura su una pietra, dalla casa di un villaggio montano, cacciatore di lupi».